# Камамалу
Камамалу рођена (око 1802 † 8. јула 1824 ). Њено рођено име било је, Камамалу Калани Куана, Камехамалу Кекуаива, Калани Кеали, Хопили Валуа, била је краљица Краљевине Хаваја као супруга краља Камехамеха II. Камехамалу или Камехамехамалу што значи „сенка усамљеног“ и части њеног оца „усамљеника“. Њу не треба мешати са њеном нећакињом, принцезом Викторијом Камамалу.

## Биографија
Била је најстарија ћерка краљице Калакуа Кахеихеималие и краља Камехамеха I. У раном детињству њеног живота називана је Кекуаива. Према Џону Папи, она је од рођења била заручена са њеним полубратом Камехамеха II, а венчали су се када је она имала дванаест година, а он седамнаест или осамнаест година. Њена млађа сестра Кинау је касније постала супруга Камехамеха II, као и њена полусестра Кекаулуохи по мајци Калакуа Кахеихеималие. Иако је њен супруг имао још четири жене (од којих су две биле сестре, а друге две нећакиње), Камамалу је била најдража супругова њеном мужу.
1823. године учествовала је у краљевској поворци у знак почасти ступању њеног супруга на престо у моделу аута по узору на чамац од китова. Био је причвршћен за платформу која је била дугачка 9,1 м, а широка 3,7 м, а носило га је 70 људи. Чамац је био постављен и цела платформа прекривена финим увозним платном и тапа платном у богатим бојама. Једина краљичина хаљина била је гримизна свила и круна од перја. Седела је у средишту чамца, а од сунца ју је штитио огроман кинески кишобран од гримизног дамаста, украшен позлатом и кићанкама, а потпомогнута поглавицом, који је стајао иза ње у гримизном нарезном платну и кациги од перја. У чамцу су стајали премијер Каланимоку и национални говорник Наихе у пернатим кацигама и носили су кахили, или држач од перја.
Краљица Камамалу имала је тетоважу на језику као израз дубоке туге када је њена свекрва краљица Кеопуолани умрла 1823. године. Мисионар Вилијам Елис је посматрао поступак и рекао краљици да мора да је у великој боли. Краљица је одговорила: „Ер еха нуи но, ер нуи роа ра ку'у ароха“. (Заиста велики бол, већа је моја наклоност.)
Године 1823. Краљ Камехамеха II и краљица Камамалу кренули су за Лондон са Сендвичких, стигавши тамо у мају 1824. у државну посету са краљем Џорџ IV. У Лондону су краљевске забаве биле опремљене најновијом модом, посетили су оперу и балет, Краљевска опера у Лондону 31. маја, и Позориште Друри Лејн 4. јуна, у Ројал Боку. Многе даме из Лондона тражиле су обрасце турбана који су јој красили главу. Пажњу је привукла јер је била висока преко два метра и била је упечатљиво лепа. Она и њен супруг били су први хавајски монарси који су посетили Енглеску. Док је боравила у Лондону, Камамалу је оболела од морбили и умрла 8. јула. Шест дана касније и њен тужни муж такође је умро од морбили. Њихова тела су стављена у ковчеге и бродом ХМС Блонде враћена на Хаваје. Првобитно су сахрањени у коралној кући палате Иолани, али су касније пренети у Краљевски маузолеј у долини Нуану на острву Оаху.